# Temelucha lucida
Temelucha lucida är en stekelart som först beskrevs av Szepligeti 1899.  Temelucha lucida ingår i släktet Temelucha och familjen brokparasitsteklar. Inga underarter finns listade i Catalogue of Life.